# Tião Macalé
Tião Macalé, właśc. Sebiastião dos Santos (ur. 23 września 1936 w Niterói, zm. 22 sierpnia 1972 w Jundiaí) – piłkarz brazylijski, występujący na pozycji pomocnika.

## Kariera klubowa
Karierę piłkarską Tião Macalé rozpoczął w Portuguesie São Paulo w 1955 roku. Z Portuguesą wygrał Torneio Rio - São Paulo w 1955 roku. W latach 1959–1962 występował w Botafogo FR. Z Botafogo dwukrotnie zdobył mistrzostwo stanu Rio de Janeiro – Campeonato Carioca w 1961 i 1962 roku. Potem występował jeszcze w Guarani FC (1962–1966 i 1968), Ferroviárii Araraquara (1967), Pauliście Jundiaí (1967–1968) i Caldense Poços de Caldas, w którym zakończył karierę w 1970 roku.

## Kariera reprezentacyjna
W reprezentacji Brazylii Tião Macalé zadebiutował 3 marca 1963 w zremisowanym 2-2 towarzyskim meczu z reprezentacją Paragwaju. Kilka dni później uczestniczył w Copa América 1963, na której Brazylia zajęła czwarte miejsce. Na tym turnieju wystąpił w czterech meczach z Peru, Kolumbią, Paragwajem i Boliwią.